# أندرو بريتشارد
أندرو بريتشارد (بالإنجليزية: Andrew Pritchard)‏ (و. 1804 – 1882 م) هو فيزيائي، وعالم طبيعي